# 728
Cette page concerne l'année 728  du calendrier julien. Pour l'année 728 av. J.-C., voir 728 av. J.-C.
L'année 728 est une année bissextile qui commence un jeudi.

## Événements
- Charles Martel intervient en Bavière puis en Saxe[1]. Il reprend la Thuringe aux Saxons[2] mais ne peut se rendre maître de la Bavière qui reste sous l’autorité du duc Hugbert. Ce dernier doit céder cependant aux Francs les domaines d'Ingolstadt et de Lauterhofen ainsi que toute la partie occidentale du Nordgau[3].
- Léon III envoie un nouvel exarque, Eutychius, pour pacifier l'Italie, alors que Ravenne est aux mains du roi des Lombards Luitprand[4]. Il débarque à Naples, mais ne peut rien faire sans troupes, d’autant plus que les ducs Lombards de Thrasamund II de Spolète et Romuald II de Bénévent, révoltés contre leur roi, soutiennent le pape. Eutychius échoue à se les concilier. Il envoie un agent à Rome pour faire assassiner Grégoire II, mais le complot est éventé[5].
- Wasil ibn Ata (v. 700-748), élève de Hasan al-Basri, fonde le Motazilisme, en rupture avec l'Islam orthodoxe[6]. Il nie la conception divine du Coran et condamne le polythéisme du dogme de la Trinité[7]. Il oppose le libre arbitre à la croyance divine en une Providence[8].
- Dans l'actuelle Tunisie, achèvement de la deuxième campagne de reconstruction de la grande mosquée de Kairouan, première et plus importante mosquée du Maghreb, ordonnée par Hisham, calife de Damas et supervisée par son gouverneur Bichr Ibn Safwan (à partir de 724)[9].

## Fondations en 728
- Abbaye d'Aldeneik

## Décès en 728
- Hasan al-Basri, mystique sûfî. Il ne se retire pas du monde, mais mène une vie droite en invitant ses amis à imiter sa conduite.
- We Tadra Khonglo, homme politique et un officier de l'Empire du Tibet.